# Атакора
Атакора (фр. Chaîne de l'Atacora) — горная цепь на территории Западной Африки.

## Общие сведения
Горы Атакора растянулись с северо-востока на юго-запад, от местности севернее Аккры в Гане и далее, через границу с Того до Бенина и Буркина-Фасо. Средняя высота гор — 600 метров над уровнем моря. Район Атакора отличается высоким уровнем выпадающих здесь осадков и образует границу между географическими и климатическими зонами — северосуданской и южносуданской.
Наивысшая точка хребта — гора Агу (986 м), высочайшая вершина Того. К цепи Атакора относятся также горы Афаджато (885 м), высочайшая вершина Ганы, и Монт-Сокбаро (658 м), высочайшая точка Бенина. На северо-востоке Атакора находятся истоки реки Пенджари (Оти), притока Вольты.
Основными геологическими материалами, из которых сложены горы Атакора, являются сланцы, песчаник и кварциты. Мягкий, нежаркий и влажный горный климат создаёт благоприятные условия для экстенсивного земледелия. Население гор невелико, и оно выращивает маис, просо, земляной орех, ямс и хлопок.
В пределах территории Ганы находится южная оконечность хребта Атакора — хребет Аквапим (холмы Аквапим, Аквапимские холмы, до 876 м, гора Джебобо, вторая по высоте точка Ганы).

## Галерея

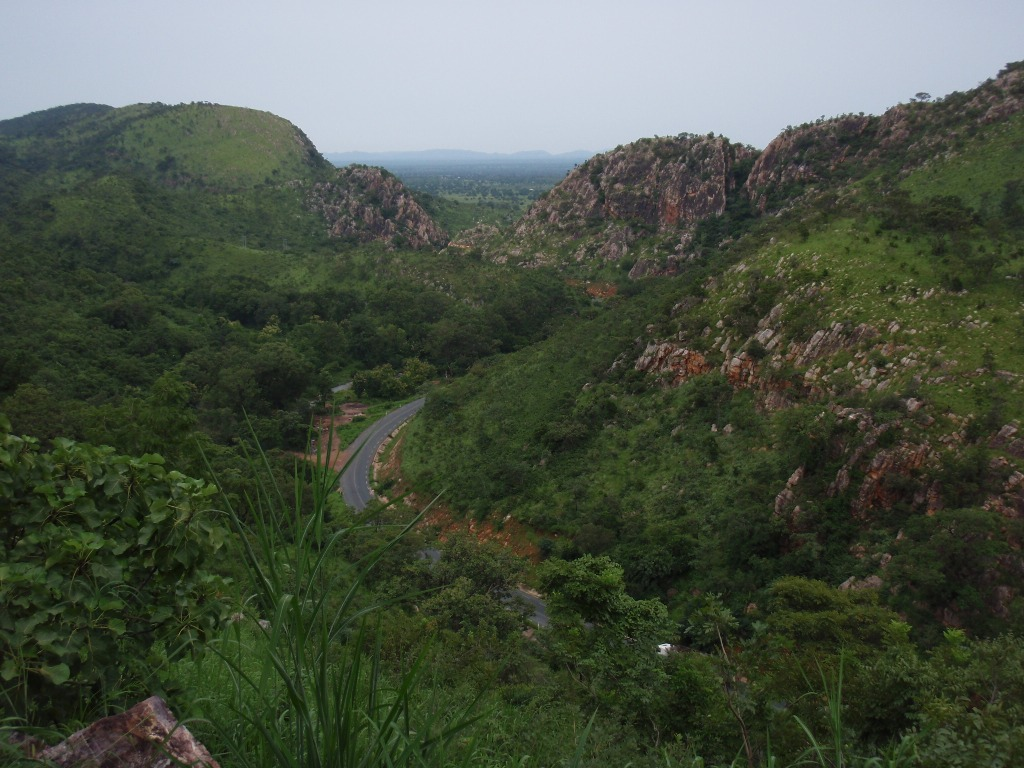
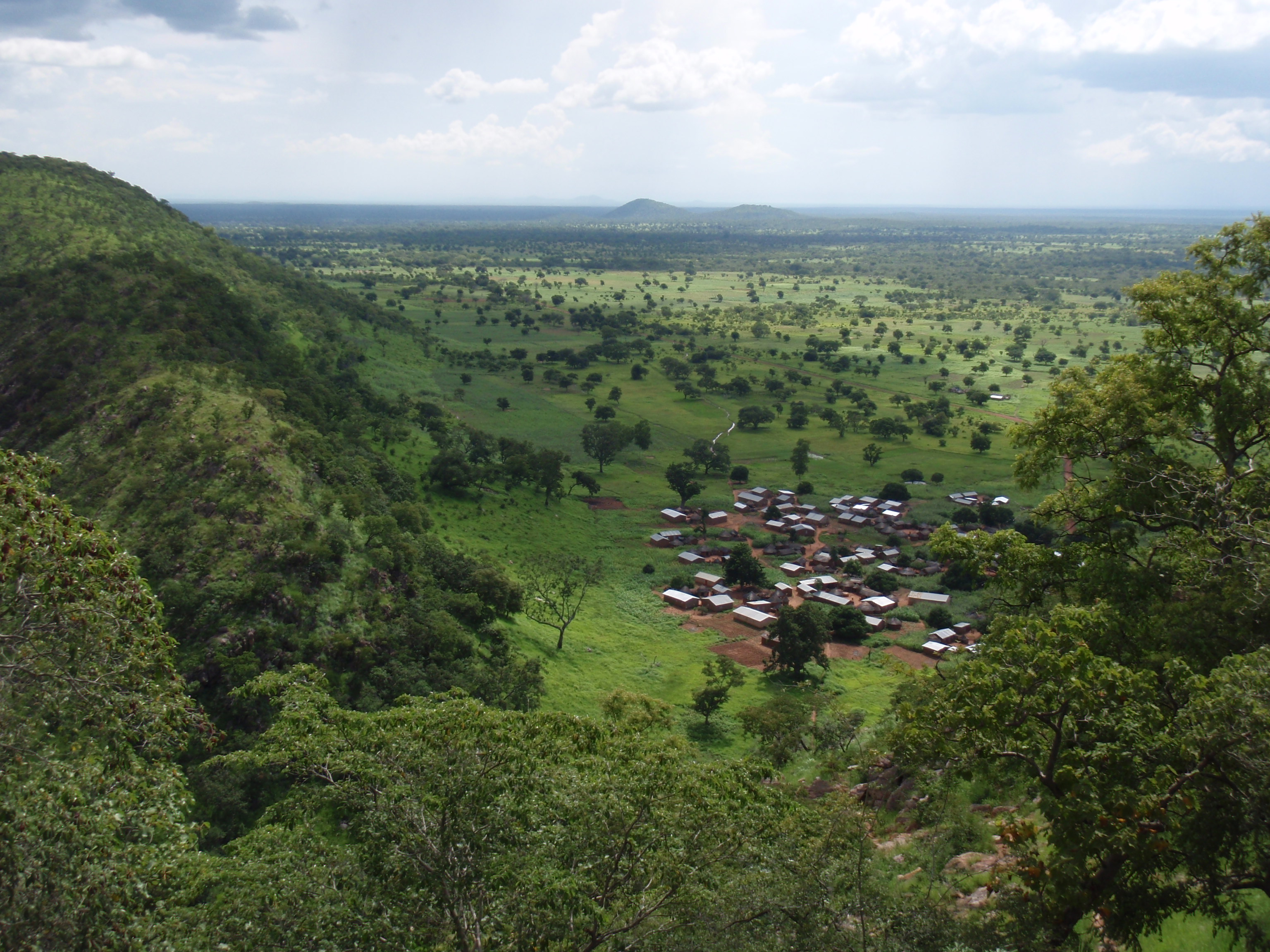
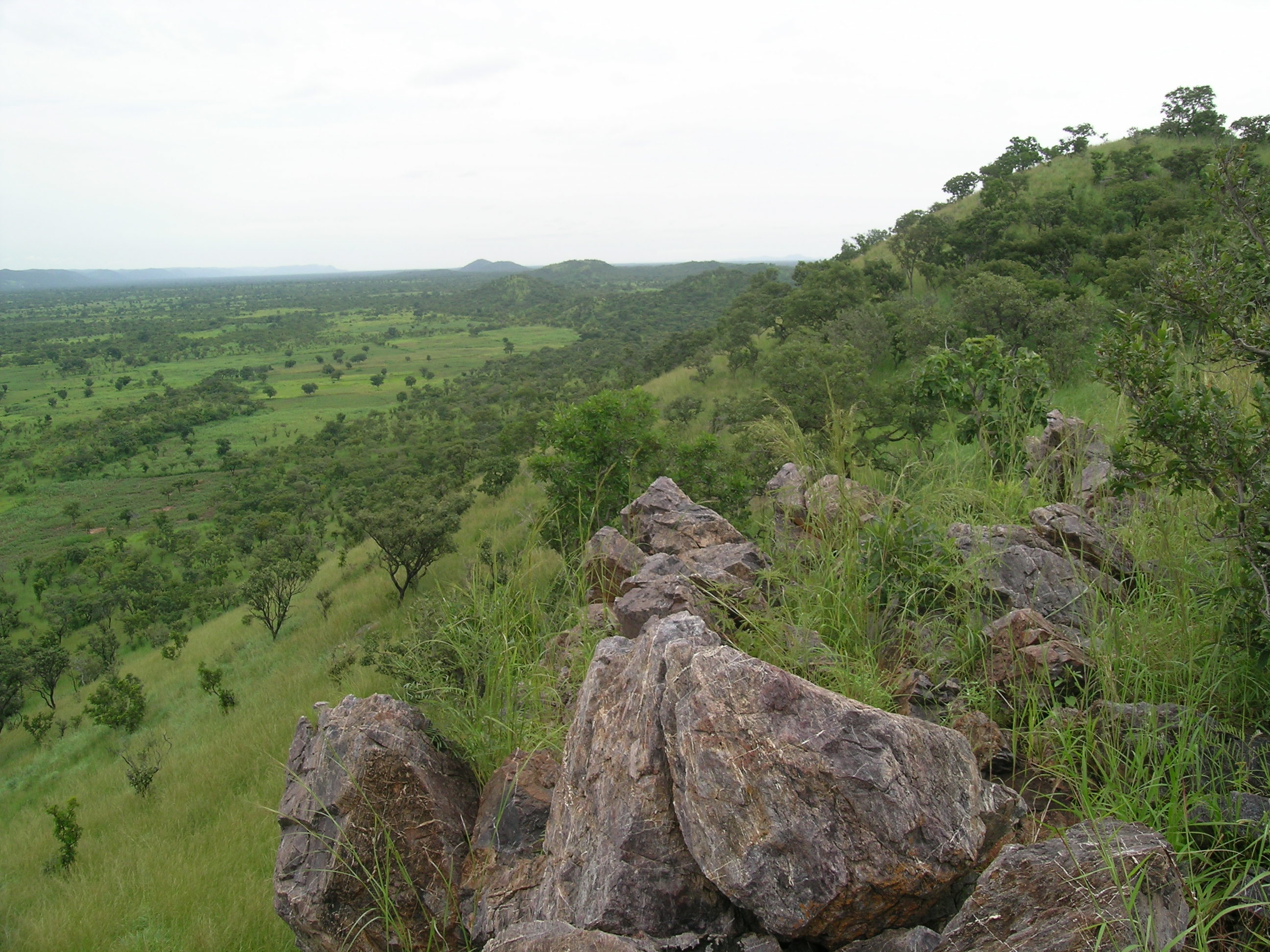
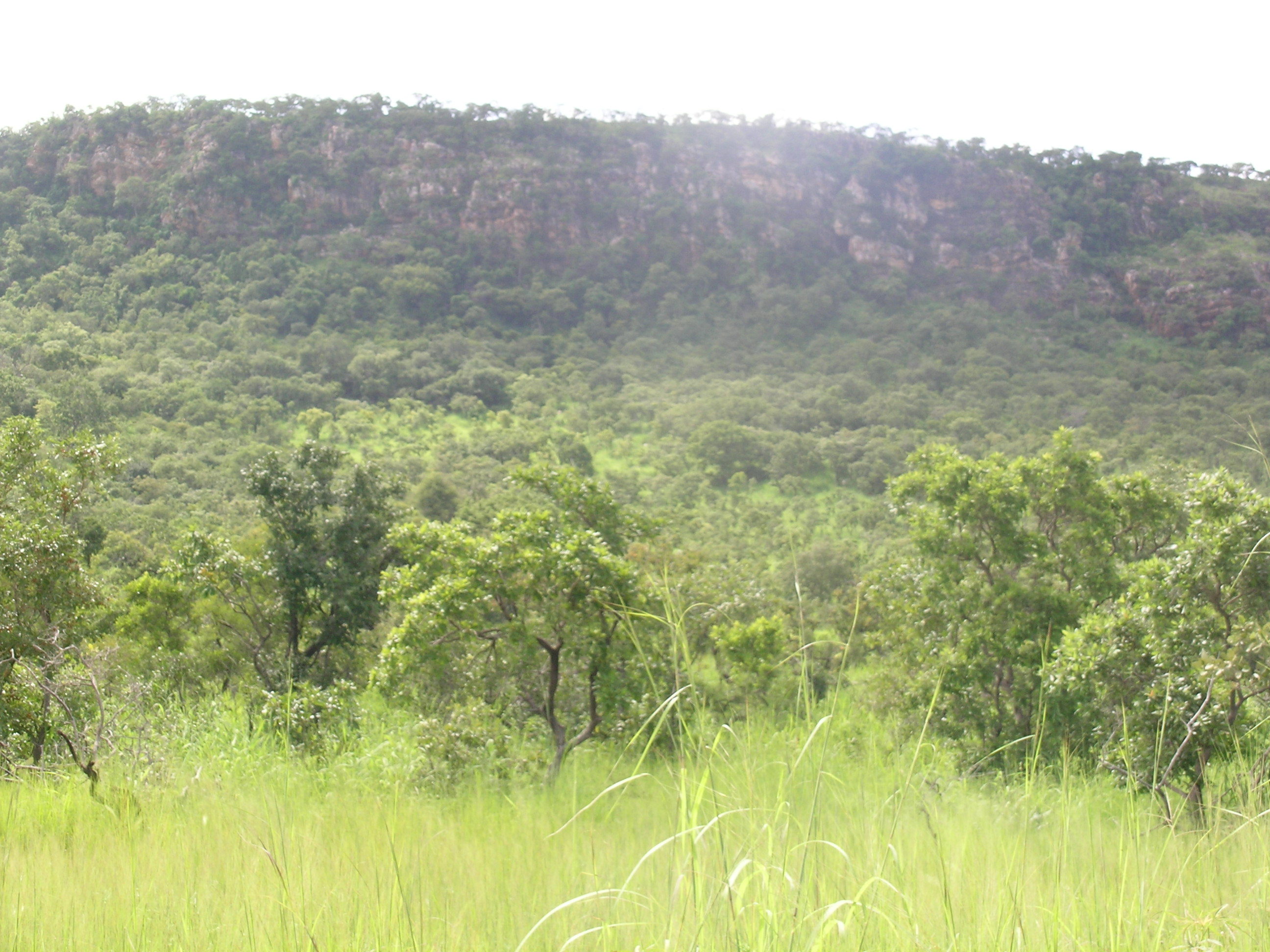
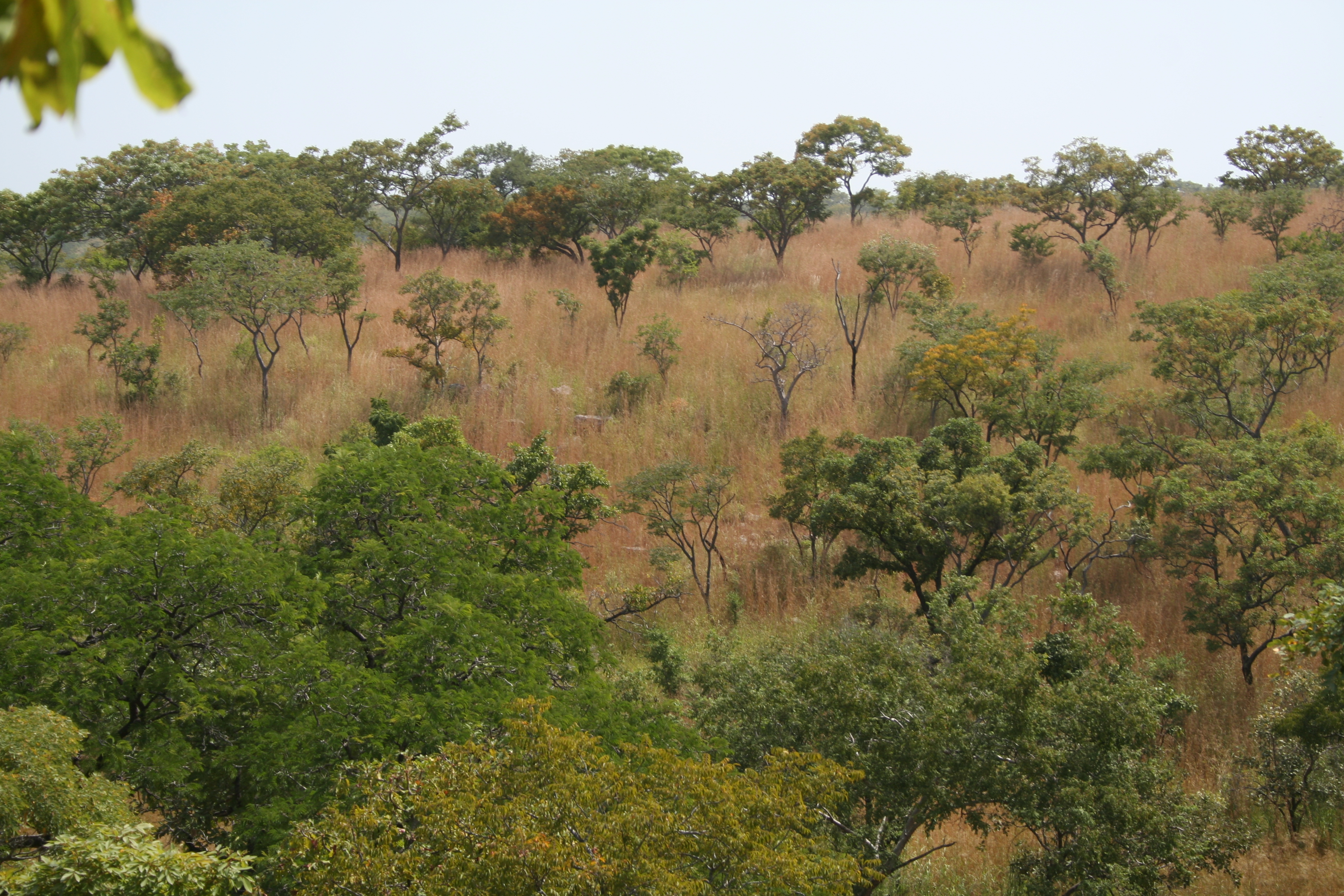